# Friedrich Zippel

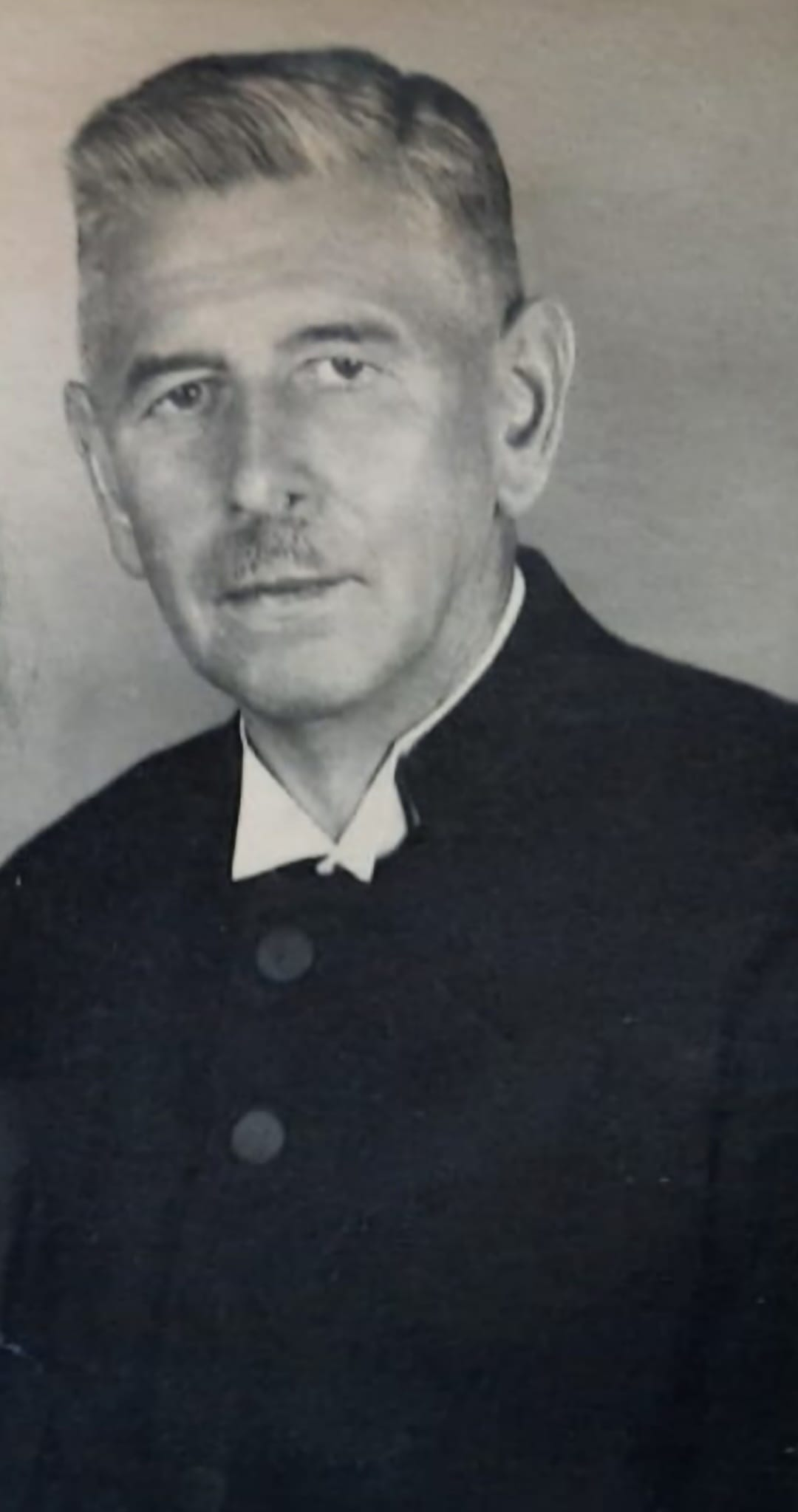
Pastor Friedrich Zippel

Friedrich (Karl) Zippel (* 25. Oktober 1887 in Altenroda; † 12. April 1960 in Aerzen-Groß Berkel) war ein deutscher evangelischer Pfarrer, Mitglied der Bekennenden Kirche (BK), NS-Opfer und Häftling im KZ Dachau.

## Leben
Zippel wuchs zusammen mit seinem vier Jahre älteren Bruder (Friedrich Heinrich) Ludwig bei seinem Vater, dem Pfarrer (Johann) Friedrich Zippel, und seiner Mutter Elisabeth Luise geborene Holländer auf. Nach der Erlangung seiner Hochschulreife im Klostergymnasium Unser lieben Frauen in Magdeburg studierte er in Halle, Tübingen und Leipzig Evangelische Theologie. Nach dem erfolgreich bestandenen Examen wurde er in das Vikariat übernommen und am 24. Juni 1917 in Magdeburg zum Pfarrer ordiniert. Von 1917 bis 1918 war er als Hilfsprediger in Ziesar tätig. Von 1918 bis 1927 betreute er die evangelische Pfarrstelle in Bornhagen. 1927 wechselte er auf die Pfarrstelle von Tastungen. Von 1930 bis 1934 war er Pfarrer in Deersheim. 
Die längste Zeit seines Pfarrerdaseins verbrachte er in der Gemeinde Grabe bei Mühlhausen. Hier schloss er sich der Bekennenden Kirche an und geriet ab dann mehrfach in Konflikt mit dem NS-Regime. Am 8. April 1941 wurde er von der Gestapo verhaftet und in das Gestapo-Gefängnis auf dem Petersberg von Erfurt eingeliefert. Von dort gelangte er am 13. Juni 1941 in das KZ Dachau und erhielt die Häftlingsnummer 26258.
Nach der Befreiung aus dem KZ Dachau im April 1945 kehrte er in seine Pfarrstelle zurück, die er bis zu seiner Emeritierung am 31. Dezember 1958 innehatte. Wenig später siedelte er mit seiner Frau in die Bundesrepublik Deutschland über.
Zippel war seit dem 22. Mai 1919 mit der Apothekertochter Erika Pistor verheiratet; die beiden hatten fünf Kinder.